# Mandevilla torosa
Mandevilla torosa är en oleanderväxtart som först beskrevs av Nikolaus Joseph von Jacquin, och fick sitt nu gällande namn av R. E. Woodson. Mandevilla torosa ingår i släktet Mandevilla och familjen oleanderväxter. Inga underarter finns listade i Catalogue of Life.